# Philippe Garot
Pour les articles homonymes, voir Garot.
Philippe Garot, né le 30 novembre 1948 à Verviers en Belgique et mort le 11 juillet 2023 à Waremme en Belgique, est un footballeur international et entraîneur belge.

## Biographie
Philippe Garot commence sa carrière au RCS Verviers avant de rejoindre l'AS Eupen, puis le Daring de Molenbeek. Le Daring fusionne en 1973 avec le Racing White, pour donner naissance au Racing White Daring de Molenbeek (RWDM). Avec cette nouvelle formation, il fait ses débuts en Division 1.
Il joue ensuite six saisons, entre 1974 et 1980, au Standard de Liège pour lequel il  dispute plus de 200 matchs.
En 1980, il est transféré au KSK Beveren, club avec lequel il remporte un Championnat de Belgique et une Coupe de Belgique.
En 1984, Philippe Garot revient au RWDM où il termine sa carrière professionnelle et entame sa carrière d'entraîneur.
Il décède le 11 juillet 2023 à l'âge de 74 ans.

## Statistiques

### Statistiques de joueur

#### En club
| Saison                | Club                  | Championnat           | Championnat | Championnat | Championnat | Coupe nationale | Coupe nationale | Coupe nationale | Coupe de la Ligue | Coupe de la Ligue | Coupe de la Ligue | Supercoupe | Supercoupe | Supercoupe | Compétition(s) continentale(s) | Compétition(s) continentale(s) | Compétition(s) continentale(s) | Compétition(s) continentale(s) | Total | Total | Total |
| Saison                | Club                  | Division              | M.          | B.          | P.d.        | M.              | B.              | P.d.            | M.                | B.                | P.d.              | M.         | B.         | P.d.       | Comp.                          | M.                             | B.                             | P.d.                           | M.    | B.    | P.d.  |
| 1967-1968             | RCS Verviers          | Division 2            | -           | 13          | -           | -               | -               | -               | -                 | -                 | -                 | -          | -          | -          | -                              | -                              | -                              | -                              | 0     | 13    | 0     |
| 1968-1969             | RCS Verviers          | Division 2            | -           | -           | -           | 1               | 0               | 0               | -                 | -                 | -                 | -          | -          | -          | -                              | -                              | -                              | -                              | 1     | 0     | 0     |
| 1969-1970             | RCS Verviers          | Division 2            | -           | -           | -           | -               | -               | -               | -                 | -                 | -                 | -          | -          | -          | -                              | -                              | -                              | -                              | 0     | 0     | 0     |
| 1970-1971             | RCS Verviers          | Division 2            | 2           | 0           | 0           | -               | -               | -               | -                 | -                 | -                 | -          | -          | -          | -                              | -                              | -                              | -                              | 2     | 0     | 0     |
| Sous-total            | Sous-total            | Sous-total            | 2           | 13          | 0           | 1               | 0               | 0               | -                 | -                 | -                 | -          | -          | -          | -                              | -                              | -                              | -                              | 3     | 13    | 0     |
| 1971-1972             | KAS Eupen             | Division 2            | 2           | 14          | 0           | -               | -               | -               | -                 | -                 | -                 | -          | -          | -          | -                              | -                              | -                              | -                              | 2     | 14    | 0     |
| 1972-1973             | Daring CB             | Division 2            | -           | 17          | -           | -               | -               | -               | -                 | -                 | -                 | -          | -          | -          | -                              | -                              | -                              | -                              | 0     | 17    | 0     |
| 1973-1974             | RWD Molenbeek         | Division 1            | 13          | 4           | 0           | 1               | 0               | 0               | -                 | -                 | -                 | -          | -          | -          | C3                             | 1                              | 0                              | 0                              | 15    | 4     | 0     |
| 1973-1974             | Standard de Liège     | Division 1            | -           | -           | -           | -               | -               | -               | 2                 | 0                 | 0                 | -          | -          | -          | -                              | -                              | -                              | -                              | 2     | 0     | 0     |
| 1974-1975             | Standard de Liège     | Division 1            | 26          | 8           | 0           | 3               | 5               | 0               | 2                 | 0                 | 0                 | -          | -          | -          | CI                             | 1                              | 1                              | 0                              | 32    | 14    | 0     |
| 1975-1976             | Standard de Liège     | Division 1            | 34          | 15          | 0           | -               | -               | -               | -                 | -                 | -                 | -          | -          | -          | CI                             | 3                              | 0                              | 1                              | 37    | 15    | 1     |
| 1976-1977             | Standard de Liège     | Division 1            | 31          | 1           | 0           | 2               | 0               | 0               | -                 | -                 | -                 | -          | -          | -          | CI                             | 6                              | 2                              | 0                              | 39    | 3     | 0     |
| 1977-1978             | Standard de Liège     | Division 1            | 34          | 0           | 0           | 4               | 0               | 0               | -                 | -                 | -                 | -          | -          | -          | CI+C3                          | 1+6                            | 0+0                            | 0+0                            | 45    | 0     | 0     |
| 1978-1979             | Standard de Liège     | Division 1            | 33          | 0           | 0           | 3               | 0               | 0               | -                 | -                 | -                 | -          | -          | -          | C3                             | 4                              | 0                              | 0                              | 40    | 0     | 0     |
| 1979-1980             | Standard de Liège     | Division 1            | 33          | 1           | 0           | 6               | 0               | 0               | -                 | -                 | -                 | -          | -          | -          | CI+C3                          | 4+6                            | 0+0                            | 0+0                            | 49    | 1     | 0     |
| Sous-total            | Sous-total            | Sous-total            | 191         | 25          | 0           | 18              | 5               | 0               | 4                 | 0                 | 0                 | -          | -          | -          | -                              | 31                             | 3                              | 1                              | 244   | 33    | 1     |
| 1980-1981             | KSK Beveren           | Division 1            | 31          | 0           | 0           | 5               | 0               | 0               | -                 | -                 | -                 | -          | -          | -          | -                              | -                              | -                              | -                              | 36    | 0     | 0     |
| 1981-1982             | KSK Beveren           | Division 1            | 27          | 1           | 0           | 6               | 0               | 0               | -                 | -                 | -                 | -          | -          | -          | C3                             | 4                              | 0                              | 0                              | 37    | 1     | 0     |
| 1982-1983             | KSK Beveren           | Division 1            | 33          | 0           | 0           | 8               | 0               | 0               | -                 | -                 | -                 | -          | -          | -          | -                              | -                              | -                              | -                              | 41    | 0     | 0     |
| 1983-1984             | KSK Beveren           | Division 1            | 31          | 0           | 0           | 6               | 0               | 0               | -                 | -                 | -                 | 1          | 0          | 0          | C2                             | 3                              | 1                              | 0                              | 41    | 1     | 0     |
| Sous-total            | Sous-total            | Sous-total            | 122         | 1           | 0           | 25              | 0               | 0               | -                 | -                 | -                 | 1          | 0          | 0          | -                              | 7                              | 1                              | 0                              | 155   | 2     | 0     |
| 1984-1985             | RWD Molenbeek         | Division 2            | 24          | 1           | 0           | 1               | 0               | 0               | -                 | -                 | -                 | -          | -          | -          | -                              | -                              | -                              | -                              | 25    | 1     | 0     |
| 1985-1986             | RWD Molenbeek         | Division 1            | 18          | 0           | 0           | 1               | 0               | 0               | -                 | -                 | -                 | -          | -          | -          | -                              | -                              | -                              | -                              | 19    | 0     | 0     |
| Sous-total            | Sous-total            | Sous-total            | 42          | 1           | 0           | 2               | 0               | 0               | -                 | -                 | -                 | -          | -          | -          | -                              | -                              | -                              | -                              | 44    | 1     | 0     |
| 1986-1987             | Francs Borains        | Division 3A           | 9           | 0           | 0           | -               | -               | -               | -                 | -                 | -                 | -          | -          | -          | -                              | -                              | -                              | -                              | 9     | 0     | 0     |
| Total sur la carrière | Total sur la carrière | Total sur la carrière | 381         | 75          | 0           | 47              | 5               | 0               | 4                 | 0                 | 0                 | 1          | 0          | 0          | -                              | 39                             | 4                              | 1                              | 472   | 84    | 1     |

#### En sélections nationales
| Saison                | Sélection             | Phases finales        | Phases finales | Phases finales | Phases finales | Éliminatoires CDM | Éliminatoires CDM | Éliminatoires CDM | Éliminatoires EURO | Éliminatoires EURO | Éliminatoires EURO | Matchs amicaux | Matchs amicaux | Matchs amicaux | Total | Total | Total |
| Saison                | Sélection             | Compétition           | M              | B              | Pd             | M                 | B                 | Pd                | M                  | B                  | Pd                 | M              | B              | Pd             | M     | B     | Pd    |
| --------------------- | --------------------- | --------------------- | -------------- | -------------- | -------------- | ----------------- | ----------------- | ----------------- | ------------------ | ------------------ | ------------------ | -------------- | -------------- | -------------- | ----- | ----- | ----- |
| 1979-1980             | Belgique              | -                     | -              | -              | -              | -                 | -                 | -                 | 1                  | 0                  | 0                  | 1              | 0              | 0              | 2     | 0     | 0     |
| Total sur la carrière | Total sur la carrière | Total sur la carrière | -              | -              | -              | -                 | -                 | -                 | 1                  | 0                  | 0                  | 1              | 0              | 0              | 2     | 0     | 0     |

#### Matchs internationaux
| Matchs internationaux de Philippe Garot, | Matchs internationaux de Philippe Garot, | Matchs internationaux de Philippe Garot, | Matchs internationaux de Philippe Garot, | Matchs internationaux de Philippe Garot, | Matchs internationaux de Philippe Garot, | Matchs internationaux de Philippe Garot, | Matchs internationaux de Philippe Garot,                          |
| #                                        | Date                                     | Lieu                                     | Adversaire                               | Résultat                                 | Compétition                              | Club                                     | Notes                                                             |
| ---------------------------------------- | ---------------------------------------- | ---------------------------------------- | ---------------------------------------- | ---------------------------------------- | ---------------------------------------- | ---------------------------------------- | ----------------------------------------------------------------- |
| 1                                        | 26 septembre 1979                        | Stade Feijenoord, Rotterdam, Pays-Bas    | Pays-Bas                                 | D 0 - 1                                  | Match amical                             | Standard de Liège                        | Titulaire.                                                        |
| 2                                        | 17 octobre 1979                          | Stade du Heysel, Bruxelles, Belgique     | Portugal                                 | V 2 - 0                                  | Éliminatoires de l'Euro 1980             | Standard de Liège                        | Entre en jeu à la place de Michel Renquin à la 75e minute de jeu. |

### Statistiques d'entraîneur
| Saison                | Club                  | Championnat           | Championnat | Championnat | Championnat | Championnat | Coupe(s) nationale(s) | Coupe(s) nationale(s) | Coupe(s) nationale(s) | Coupe(s) nationale(s) | Total | Total | Total | Total | % Victoires |
| Saison                | Club                  | Division              | M           | V           | N           | D           | M                     | V                     | N                     | D                     | M     | V     | N     | D     | % Victoires |
| --------------------- | --------------------- | --------------------- | ----------- | ----------- | ----------- | ----------- | --------------------- | --------------------- | --------------------- | --------------------- | ----- | ----- | ----- | ----- | ----------- |
| 1984-1985             | RWD Molenbeek         | Division 2            | 30          | 18          | 7           | 5           | 2                     | 1                     | 0                     | 1                     | 32    | 19    | 7     | 6     | 59%         |
| 1985-1986             | RWD Molenbeek         | Division 1            | 34          | 9           | 9           | 16          | 2                     | 1                     | 0                     | 1                     | 36    | 10    | 9     | 17    | 28%         |
| Sous-total            | Sous-total            | Sous-total            | 64          | 27          | 16          | 21          | 4                     | 2                     | 0                     | 2                     | 68    | 29    | 16    | 23    | 43%         |
| 1986-1987             | Francs Borains        | Division 3A           | 25          | 11          | 6           | 8           | 1                     | 0                     | 0                     | 1                     | 26    | 11    | 6     | 9     | 42%         |
| 1987-1988             | RAEC Mons             | Division 3A           | 30          | 9           | 7           | 14          | 1                     | 0                     | 1                     | 0                     | 31    | 9     | 8     | 14    | 29%         |
| 1988                  | ASEC Mimosas          | Superdivision         | -           | -           | -           | -           | -                     | -                     | -                     | -                     | -     | -     | -     | -     | -           |
| 1989                  | ASEC Mimosas          | Superdivision         | -           | -           | -           | -           | -                     | -                     | -                     | -                     | -     | -     | -     | -     | -           |
| Sous-total            | Sous-total            | Sous-total            | -           | -           | -           | -           | -                     | -                     | -                     | -                     | -     | -     | -     | -     | -           |
| 1989-1990             | RFC Seraing           | Division 2            | 16          | 3           | 4           | 9           | -                     | -                     | -                     | -                     | 16    | 3     | 4     | 9     | 19%         |
| 0000-0000             | Standard Fémina       | Division 1            | -           | -           | -           | -           | -                     | -                     | -                     | -                     | -     | -     | -     | -     | -           |
| Total sur la carrière | Total sur la carrière | Total sur la carrière | 135         | 50          | 33          | 52          | 6                     | 2                     | 1                     | 3                     | 141   | 52    | 34    | 55    | 37%         |

## Palmarès

### En club
|  |  | Standard de Liège - Championnat de Belgique : - Vice-champion : 1980 - Coupe de la Ligue (1) : - Vainqueur : 1975 |  | KSK Beveren - Championnat de Belgique (1) : - Champion : 1984 - Coupe de Belgique (1) : - Vainqueur : 1983 - Supercoupe de Belgique : - Finaliste : 1983 |  | RWD Molenbeek - Championnat de Belgique de deuxième division (1) : - Champion : 1985 |